# Espen Wensaas
Espen Wensaas (geboren am 14. November 1986) ist ein norwegischer Musiker und Multiinstrumentalist (Schwerpunkte: Mandoline, Cister und Gitarre) wohnend in Oslo. Als Gitarrist und Cisterspieler zählt er zu den wichtigsten Vertretern der norwegischen und skandinavischen Volksmusik.

## Musikalische Ausbildung
Seine musikalische Ausbildung begann Wensaas 2004 an der Toneheim Folkehøgskole, wo er sich mit klassischer Gitarre und anderen Musikfächern befasste. Später setzte er seine klassische Ausbildung am Ringerike Gymnasium in Hønefoss fort. Nach seinem Gymnasialabschluss zog er 2009 nach Stavanger, um Jazz-Gitarre an der Universität Stavanger zu studieren. Im Jahr 2010 zog er nach Oslo und wurde an der Norwegischen Musikhochschule in Oslo zum Bachelor-Studium der musikalischen Aufführung zugelassen. 2015 erlangte er seinen Hochschulabschluss und erhielt bei seinem Abschlusskonzert die bestmögliche Note. Im Jahr 2018 wurde er der erste zum Masterstudium an der Volksmusikabteilung der vorher genannten Universität zugelassene Student, mit Gitarre und Cister als Hauptinstrumente. 2020 schloss er sein Masterstudium ab.

## Karriere
Seit 2008 arbeitet Wensaas als freier Musiker und tourt mit unterschiedlichen Musikgruppen. Zu seinen Kooperationen gehören unter anderem Åse Kleveland, Stian Carstensen, Steinar Ofsdal, Unni Løvlid, Aslak Brimi, Bjørn Kåre Odde, Jelena Tomasevic, Silje Nergaard, Elin Kåven, Carl Morten Iversen, FRIKAR, KORK, Tore Bruvoll, Emil Solli Tangen und Ståle Ytterli.